# Wydział Nauk Ekonomicznych Uniwersytetu Warszawskiego
Wydział Nauk Ekonomicznych Uniwersytetu Warszawskiego (WNE UW) – wydział Uniwersytetu Warszawskiego mieszczący się przy ulicy Długiej 44/50, kształcący w dziedzinach ekonomii, finansów (kierunek: finanse, inwestycje i rachunkowość), ekonometrii (kierunek: informatyka i ekonometria) oraz data science w trybach stacjonarnym i niestacjonarnym (wieczorowym i zaocznym) w języku polskim i angielskim. Wydział prowadzi również studia podyplomowe.
Wydział jest wydawcą ukazującego się od 2001 czasopisma „Central European Economic Journal” (do 2017 w języku polskim pod tytułem „Ekonomia. Rynek, gospodarka, społeczeństwo”, pierwotnie jako „Ekonomia”). Organizowane są tu cykliczne konferencje, m.in.: Warsaw International Economic Meeting i Warsaw Money-Macro-Finance Conference.

## Historia
Wydział powstał w 1953 r. jako Wydział Ekonomii Politycznej, choć ekonomii nauczano na UW od początków uczelni. Po Marcu 1968 jego działalność została zawieszona, a następnie został wcielony w strukturę Wydziału Nauk Społecznych, w randze instytutu (Instytut Nauk Ekonomicznych). W 1977 r. odrodził się pod obecną nazwą.

## Władze
- Dziekan –  dr hab. Gabriela Grotkowska
- Prodziekan ds. naukowych – prof. dr hab. Mikołaj Czajkowski
- Prodziekan ds. finansowych – dr hab. Urszula Sztandar-Sztanderska
- Prodziekan ds. studenckich – dr Dominika Gadowska-dos Santos

## Struktura

### Katedry i Zakłady na Wydziale Nauk Ekonomicznych
- Katedra Bankowości, Finansów i Rachunkowości
- Katedra Ekonomii Politycznej
- Katedra Historii Gospodarczej
- Katedra Informatyki Gospodarczej i Analiz Ekonomicznych
- Katedra Makroekonomii i Teorii Handlu Zagranicznego
- Katedra Statystyki i Ekonometrii
- Katedra Mikroekonomii
- Katedra Teorii Rozwoju Gospodarczego
- Zakład Ekonomii Ludności i Demografii
- Zakład Finansów Ilościowych

### Ośrodki
- Centre for Economic Analyses of Public Sector
- Ośrodek Badań Rynku Pracy
- Quantitative Finance Research Group
- Warszawski Ośrodek Ekonomii Ekologicznej
- Laboratorium Ekonomii Eksperymentalnej

## Organizacje studenckie

### Koła naukowe
- Koło Naukowe Strategii Gospodarczej (od 2001)
- Koło Naukowe Inwestycji i Finansów (wcześniej Koło Naukowe Inwestycji i Finansów „Market Wizards” – od 2004)
- Koło Naukowe Negocjacji UW (od 2015)
- Koło Naukowe Gospodarowania Nieruchomościami (od 2003)
- Koło Naukowe Analiz Ekonomicznych i Informatyki Gospodarczej (od 2007)
- Koło Naukowe Ekonomii Instytucjonalnej (od 2009)
- Koło Naukowe Debaty Ekonomicznej (od 2013)
- Koło Naukowe Polityki Gospodarczej (od 2018)

### Pozostałe
- Samorząd Studentów WNE UW
- Magazyn studencki „To zależy”
- Stowarzyszenie Absolwentów i Studentów WNE UW

## Absolwenci (m.in.)
- Marcin Beme – założyciel Audioteka.pl[4]
- Ryszard Bugaj – profesor nadzwyczajny Instytutu Nauk Ekonomicznych PAN, były przewodniczący Unii Pracy
- Jerzy Eysymontt – kierownik Centralnego Urzędu Planowania, wiceminister gospodarki
- Noah Flug – izraelski ekonomista, dyplomata, rzecznik praw ocalałych z Holokaustu
- Witold Gadomski – poseł na Sejm RP I kadencji, dziennikarz ekonomiczny „Gazety Wyborczej”
- Zyta Gilowska – minister finansów, wicepremier
- Piotr Gliński – socjolog, wykładowca akademicki
- Joanna Mucha – minister sportu i turystyki
- Irena Szewińska – lekkoatletka
- Mateusz Szczurek – minister finansów w latach 2013–2015
- Marcin Święcicki – minister, prezydent Warszawy
- Krzysztof Rybiński – ekonomista i publicysta, wiceprezes Narodowego Banku Polskiego w latach 2004–2008